# Sicista caucasica
Espèce
Statut de conservation UICN

 NT B2ab(iii) : Quasi menacé
Sicista caucasica est une espèce de petit rongeur de la famille des Dipodidae. L'espèce a été décrite en 1925 par un zoologiste russe : Boris Stepanovitch Vinogradov (1891-1958).